# تأثیرات تغییر اقلیم بر زیست‌بوم‌ها
تغییر اقلیم هم‌اکنون در حال عوض کردن زیست‌بوم‌ها است و اثر نامطلوبی روی اکوسیستم‌های زمینی و دریایی گذاشته است. تغییر اقلیم باعث تغییرات بلندمدت دما و متوسط الگوهای آب‌وهوایی می‌شود. این منجر به افزایش قابل توجه فراوانی و شدت رویدادهای آب‌وهوایی شدید می‌شود. همینکه اقلیم یک منطقه تغییر می‌کند، به دنبال آن تغییر در گیاگان و زیاگان آنجا اتفاق می‌افتد. برای نمونه، از چهار هزار گونه‌ای که توسط ششمین گزارش هیئت بین‌دولتی تغییر اقلیم مورد تحلیل قرار گرفتند، مشخص شد که نیمی از آن‌ها در پاسخ به تغییر اقلیم توزیعشان را به عرض‌های جغرافیایی بالاتر یا سرزمین‌های مرتفع‌تر تغییر داده‌اند.